# Таха Яссін Хеніссі
Таха Яссін Хеніссі (фр. Taha Yassine Khenissi, араб. طه ياسين الخنيسي, нар. 6 січня 1992, Зарзіс) — туніський футболіст, нападник клубу «Есперанс».
Виступав за клуби «Есперанс» та «Сфаксьєн», а також національну збірну Тунісу.

## Клубна кар'єра
У дорослому футболі дебютував 2010 року виступами за команду «Есперанс», у якій провів два сезони, але не був основним гравцем, взявши участь лише у 4 матчах чемпіонату.
Через це на початку 2012 року перейшов у «Сфаксьєн». Відіграв за сфакську команду наступні три з половиною сезони своєї ігрової кар'єри. Більшість часу, проведеного у складі «Сфаксьєна», був основним гравцем атакувальної ланки команди і виграв чемпіонат Тунісу та Кубок конфедерації КАФ.
Влітку 2015 року Хеніссі повернувся в «Есперанс». Відтоді встиг відіграти за команду зі столиці Тунісу 36 матчів в національному чемпіонаті.

## Виступи за збірну
23 березня 2013 року дебютував в офіційних іграх у складі національної збірної Тунісу в матчі відбору до чемпіонату світу 2014 року проти Сьєрра-Леоне (2:1). 
У складі збірної був учасником Кубка африканських націй 2017 року у Габоні.
Наразі провів у формі головної команди країни 15 матчів, забивши 3 голи.

## Досягнення

### Національні
- Чемпіон Тунісу: 2010, 2011, 2013, 2017, 2018, 2019, 2020, 2021
- Володар Кубка Тунісу: 2011, 2016
- Володар Кубка Еміра Кувейту: 2021, 2023
- Чемпіон Кувейту: 2021-22, 2022-23
- Володар Суперкубка Кувейту: 2022, 2023

### Міжнародні
- Переможець Ліги чемпіонів КАФ: 2011, 2018, 2018-19
- Володар Кубка конфедерацій КАФ: 2013